# Ignaz von Korda
Ignaz svobodný pán von Korda (německy Ignaz Vinzenz Camillus Freiherr von Korda) (12. září 1858 Josefov – 11. prosince 1918 Vídeň) byl rakousko-uherský generál. Do c. k. armády vstoupil v roce 1877 jako absolvent vojenské akademie, sloužil u různých jednotek jezdectva, uplatnil se také jako pedagog a důstojník generálního štábu. Za první světové války byl divizním velitelem na východní frontě, kde po počátečních úspěších dosáhl hodnosti generála jezdectva (1915) a stal se velitelem 11. armádního sboru (1915–1916). Během Brusilovovy ofenzívy byl nucen ustupovat a v létě 1916 byl z fronty odvolán. Po půlroce mimo aktivní službu zastával v letech 1916–1917 méně důležitou funkci posádkového velitele v Přemyšlu. V roce 1917 byl povýšen do stavu svobodných pánů.

## Životopis

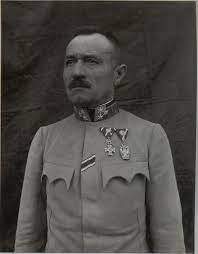
Generál Ignaz von Korda

Byl synem vojenského lékaře Ignáce Kordy (1808–1872), který pocházel z Čech a v roce 1869 byl povýšen do šlechtického stavu. Ignaz studoval na gymnáziu v rodném Josefově, první vojenskou průpravu získal na kadetní jezdecké škole v Sankt Pölten a v letech 1873–1877 studoval na Tereziánské vojenské akademii ve Vídeňském Novém Městě. Do armády vstoupil v roce 1877 jako poručík ke 4. pluku dragounů v Salzburgu. V letech 1881–1883 si doplnil vzdělání na Válečné škole (K.u.k. Kriegsschule) ve Vídni a v hodnosti nadporučíka (1882) byl poté zařazen do sboru důstojníků generálního štábu. Sloužil u 11. dragounského pluku ve Velykich Mostech ve východní Haliči a v roce 1889 byl povýšen na kapitána, několik let působil jako pedagog na jezdecké akademii v Hranicích, kde vyučoval taktiku a průzkum terénu. Po opětovné službě u 4. dragounského pluku ve Vídeňském Novém Městě působil v roce 1895 krátce u 11. pěší divize ve Lvově. Téhož roku byl povýšen na majora (1895) a poté působil přímo u generálního štábu ve Vídni, kde byl přidělen k úřadu generálního inspektora jezdectva Aloise Paara a v roce 1898 dosáhl hodnosti podplukovníka. V roce 1901 získal hodnost plukovníka a v letech 1901–1907 byl velitelem 9. husarského pluku v Šoproni.
V letech 1907–1911 byl velitelem 8. jezdecké brigády v Záhřebu a v roce 1908 byl povýšen do hodnosti generálmajora. V roce 1911 přešel jako velitel 7. jezdecké divize do Krakova a v roce 1912 dosáhl hodnosti polního podmaršála. Na začátku první světové války byl se svou divizí začleněn do armádní skupiny generála Kummera a zúčastnil se bojů na východní frontě. V říjnu 1914 byl přeřazen k 2. armádě a bojoval v Karpatech. Po úspěšné ofenzívě u Gorlice-Tarnówa byl k datu 1. září 1915 povýšen do hodnosti generála jezdectva a převzal velení 11. armádního sboru. Během Brusilovovy ofenzívy nedokázal zastavit ruský postup a koncem června 1916 byl odvolán z velitelského postu. Od prosince 1916 byl velitelem pevnosti Přemyšl, kde setrval do prosince 1917, poté byl již mimo aktivní službu. Zemřel ve Vídni krátce po skončení první světové války a je pohřben na vídeňském Centrálním hřbitově.

## Tituly a ocenění
Díky otcově nobilitaci užíval od roku 1869 prostý šlechtický titul Edler von a v roce 1917 byl povýšen do stavu svobodných pánů. V roce 1916 obdržel titul c. k. tajného rady s nárokem na oslovení Excelence. Během vojenské služby získal řadu vyznamenání v Rakousku-Uhersku i v zahraničí.

### Rakousko-Uhersko
- Jubilejní pamětní medaile (1898)
- Vojenský záslužný kříž III. třídy (1903)
- Řád železné koruny III. třídy (1905)
- Vojenský jubilejní kříž (1908)
- Mobilizační kříž (1913)
- Řád železné koruny II. třídy s válečnou dekorací (1914)
- Vyznamenání za zásluhy o Červený kříž s válečnou dekorací (1915)
- Řád železné koruny I. třídy s válečnou dekorací (1915)
- Leopoldův řád I. třídy s válečnou dekorací (1916)

### Zahraničí
- rytířský kříž Řádu italské koruny (1901, Itálie)
- komandér Danebrožského řádu (1906, Dánsko)
- Železný kříž II. třídy (1915, Německo)

## Rodina
V roce 1905 se ve Vídni oženil s baronkou Zdenkou Stanislavou Laminetovou z Arztheimu (1874–1946), vnučkou Josefa Lamineta (1807–1876), prezidenta zemského soudu v Brně. Z manželství se narodily dvě děti, syn Anton Ignaz (*1907) a dcera Marie Antonie (*1911). Ve Vídni rodina žila v honosném nájemním domě v ulici Pratestrasse 30. Zdenka Laminetová byla předtím poprvé provdaná za c. k. poručíka barona Adolfa Kutscheru (1869–1896), z tohoto manželství pocházela dcera Helena (*1896), později provdaná baronka Possannerová.
Ignazova sestra Marie (1857–1922) byla manželkou česko-německého spisovatele a dramatika Gustava Pawikowskiho (1851–1916), který mimo jiné proslul jako překladatel básnického díla Jana Nerudy do němčiny.